# Intento de golpe de Estado de Paraguay de 2000
El intento de golpe de estado en Paraguay del 2000 fue una crisis política ocurrido en mayo de ese año, con el fin de deponer al entonces presidente de la República Luis Ángel González Macchi y detener a algunos parlamentarios "anti-oviedistas" ubicados en el Congreso, llevado a cabo por un grupo autodenominado Movimiento Patriótico Fulgencio Yegros, compuesto por al menos 50 militares, la mayoría de ellos retirados y leales al ex-general Lino César Oviedo, quien en aquel entonces se encontraba en el exilio político.

## Desarrollo
El 18 de mayo del año 2000, alrededor de las 22 horas, tropas leales al exgeneral Lino Oviedo, se sublevaron contra el gobierno del presidente paraguayo Luis González Macchi. El grupo se autodenominaba Movimiento Patriótico Fulgencio Yegros, un héroe de la independencia, y proponía la rebelión como única alternativa para cambiar un Gobierno que según el comunicado, es "ilegítimo". Este grupo insurgente estaba compuesto por al menos 50 militares retirados, acompañados de oficiales de menor rango.
Los insurgentes tomaron el regimiento de la Caballería, el cuartel de la policía, una unidad de elite de la policía, la Fuerza de Operaciones Policiales Especiales (Fope), el Canal 13 de televisión, Radio Cardinal, Radio 970, entre otros. Cinco tanques se dirigieron hacia el centro de Asunción y dispararon contra edificio del Congreso (actual Cabildo). A pesar de que fuerzas leales intercambiaron disparos con los rebeldes no hubo que lamentar bajas. Aparentemente el plan original no se había cumplido y por quedó todo en la nada. En Caazapá y en Villarrica también se reportaron datos que insurgentes tomaron ciertos lugares.
A las 1:30 horas del 19 de mayo, se da a conocer el decreto del Poder Ejecutivo que puso en vigencia el Estado de Excepción por 30 días en todo el territorio nacional, a raíz del intento de golpe de Estado. En aquel entonces, Oviedo (en la clandestinidad desde el pasado diciembre de 1999) negó que estos actos tengan relación con él. Este intento de golpe de Estado (el segundo en menos de 5 años) es considerada una consecuencia del Marzo paraguayo -periodo de alta inestabilidad política, y por consiguiente, económica.
Al menos 30 oficiales militares de alto rango quedaron detenidos en la guardia presidencial, entre ellos varios generales y coroneles retirados del Ejército. También estuvieron privados de su libertad al menos cuatro diputados y varios políticos pertenecientes al movimiento UNACE (en aquel entonces aún no era un partido político), que presidía Lino Oviedo desde la clandestinidad.
Varios países, como Brasil, Estados Unidos y el Consejo Permanente de la Organización de Estados Americanos (OEA) condenaron "enérgicamente" la intentona golpista y expresaron su respaldo al Gobierno del González Macchi